# Kościół Matki Bożej Królowej Polski w Łętowem
Kościół Matki Bożej Królowej Polski w Łętowem – murowana świątynia rzymskokatolicka, będąca kościołem parafialnym parafii Matki Bożej Królowej Polski w miejscowości Łętowe w powiecie limanowskim.

## Historia
W Łętowem od 1925 roku istniała kaplica drewniana; najpierw jako kościół pomocniczy parafii w Mszanie Dolnej, a następnie jako kościół parafialny erygowanej samodzielnej parafii. Świątynia ta stopniowo popadała jednak w ruinę, dlatego rozpoczęto starania odnośnie do budowy nowego kościoła.
Autorem projektu był krakowski profesor Jan Budziło. Budowę rozpoczęto 5 maja 1975, zaś kamień węgielny poświęcono 19 września tego samego roku. Świątynię poświęcono uroczyście 19 września 1979.

## Opis
Kościół - jednonawowy i dwupoziomowy - zbudowany jest z żelbetu i cegły. Jego fasada stanowi trójkąt równoboczny o boku długości 18 metrów, stanowiący symbol modlitwy ludzi zapracowanych. Dach wieńczy 11-metrowa wieżyczka kryjąca przeniesioną ze starej świątyni sygnaturkę.

### Kościół dolny
Na dolnym poziomie kościoła umieszczono tabernakulum, nad którym widnieje płaskorzeźba Jana Wątora, przedstawiająca płaczącą Matkę Bożą z La Salette. Na ścianach wiszą stacje Drogi Krzyżowej, przeniesione ze starego kościoła.

### Kościół górny
W modrzewiowym ołtarzu głównym górnego kościoła, zaprojektowanym przez ks. Tadeusza Piękosia, znajduje się obraz Bolesława Rutowskiego, przedstawiający Najświętszą Maryję Pannę Królową Polski na tle białego orła, Jasnej Góry i Wawelu. Za tym obrazem w specjalnej szafie przechowywane są dwa obrazy autorstwa Stanisława Ciężadlika: Pan Jezus Ukrzyżowany oraz Najświętsze Serce Pana Jezusa. Poniżej umieszczono metalowe tabernakulum z wizerunkiem Baranka. Z boku ołtarza umieszczono gipsowe figury św. Antoniego i św. Józefa.
Ściany prezbiterium zdobią płaskorzeźby Jan Chrzciciel i Jezus Miłosierny, wykonane w 2001 przez Antoniego Bolka.